# 협동조합법준비기획단
협동조합법준비기획단(協同組合法準備企劃團)은 2012년 12월 1일부로 시행될 협동조합기본법에 따라 설립될 협동조합을 지원하기 위해 설립된 대한민국 기획재정부 소속기관으로 협동조합법준비기획단장은 고위공무원 나급(2~3급 상당)의 일반직공무원으로 보한다. 경기도 과천시 관문로 47 정부과천청사에 위치하고 있다.

## 연혁
- 2012년 4월 협동조합법준비기획단 출범[4]

## 같이 보기
- 대한염업조합
- 농업협동조합중앙회
- 산림조합중앙회
- 수산업협동조합중앙회
- 신용협동조합중앙회
- 엽연초생산협동조합중앙회
- 중소기업중앙회